# Karol Wodziński (1722–1813)
Karol Wodziński herbu Jastrzębiec (ur. 1722, zm. 1819 w Białobrzegach ). Syn podkomorzego liwskiego Konstantego Wodzińskiego i Anny Świdzińskiej, kuzyn Prezesa Senatu Macieja Wodzińskiego, stryj komendanta Szkoły Rycerskiej generała Ignacego Wodzińskiego.

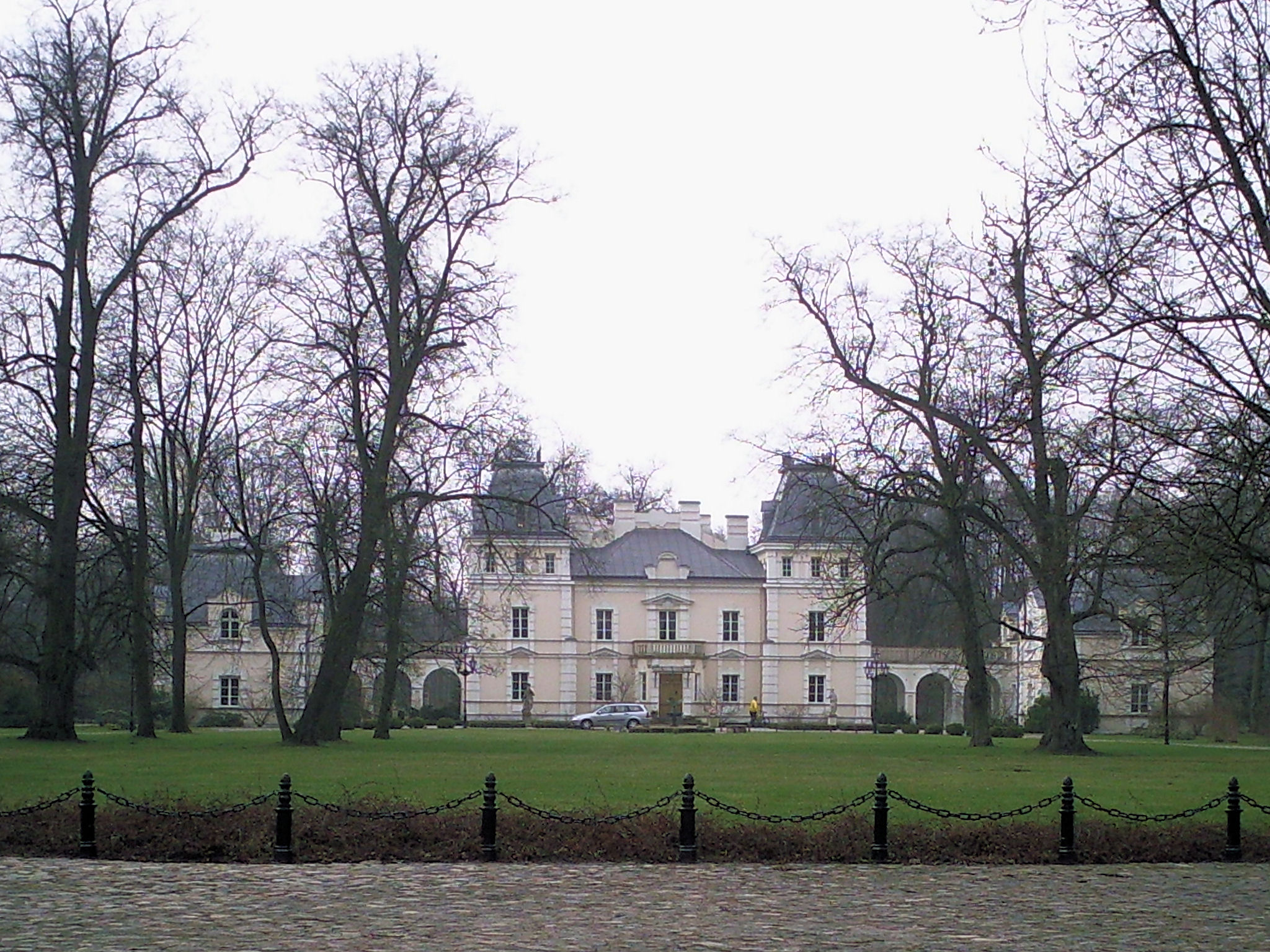
Pałac Karola Wodzińskiego w Suchej Szlacheckiej

Właściciel majątku i pałacu w Suchej Szlacheckiej w gminie Białobrzegi.
Poseł na sejm 1763 r., podpisany na elekcji króla Stanisława Augusta jako podkomorzy liwski został później starostą nurskim. 
Senator-kasztelan Księstwa Warszawskiego od 1811 roku, kasztelan Królestwa Polskiego mianowany 1815 roku, delegowany przez Radę Zastępczą Tymczasową do ziemi czerskiej, generał major ziemi czerskiej w insurekcji kościuszkowskiej, starosta nurski od 1782 roku.
Od 1806 sędzia w Warszawie, sędzia pokoju powiatu warszawskiego Księstwa Warszawskiego w 1809 roku.
Zmarł w 1819 w swoim majątku w Białobrzegach.